# 알렉산다르 조제비치
알렉산다르 조제비치(Aleksandar Jozević, 1968년?)은 세르비아 출신의 축구 선수이다. 1993년 8월 K리그 대우 로얄즈에 입단하여 정규리그 6경기만을 소화하였다. 원래 주포지션은 수비수이지만 멀티플레이어로서 당시 대우 로얄즈에서는 공격형 미드필더로 활용하기 위해 선발하였다. 같은 알렉스라는 등록명을 사용하는 1998년 동일한 팀인 부산 대우 로얄즈에서 활약했던 알렉산다르 블라호비치와는 동명이인이었지만 같은 선수로 잘못 알려졌다. 현재 등록명은 알렉스1이다.